# Calle Morandé
Calle Morandé (antiguamente Calle de Morandé) es una calle del centro de Santiago de Chile, que inicia por el sur desde la Avenida Libertador General Bernardo O'Higgins y continua por el norte hasta la Avenida Presidente Balmaceda, a un costado del Centro Cultural Estación Mapocho.

## Origen

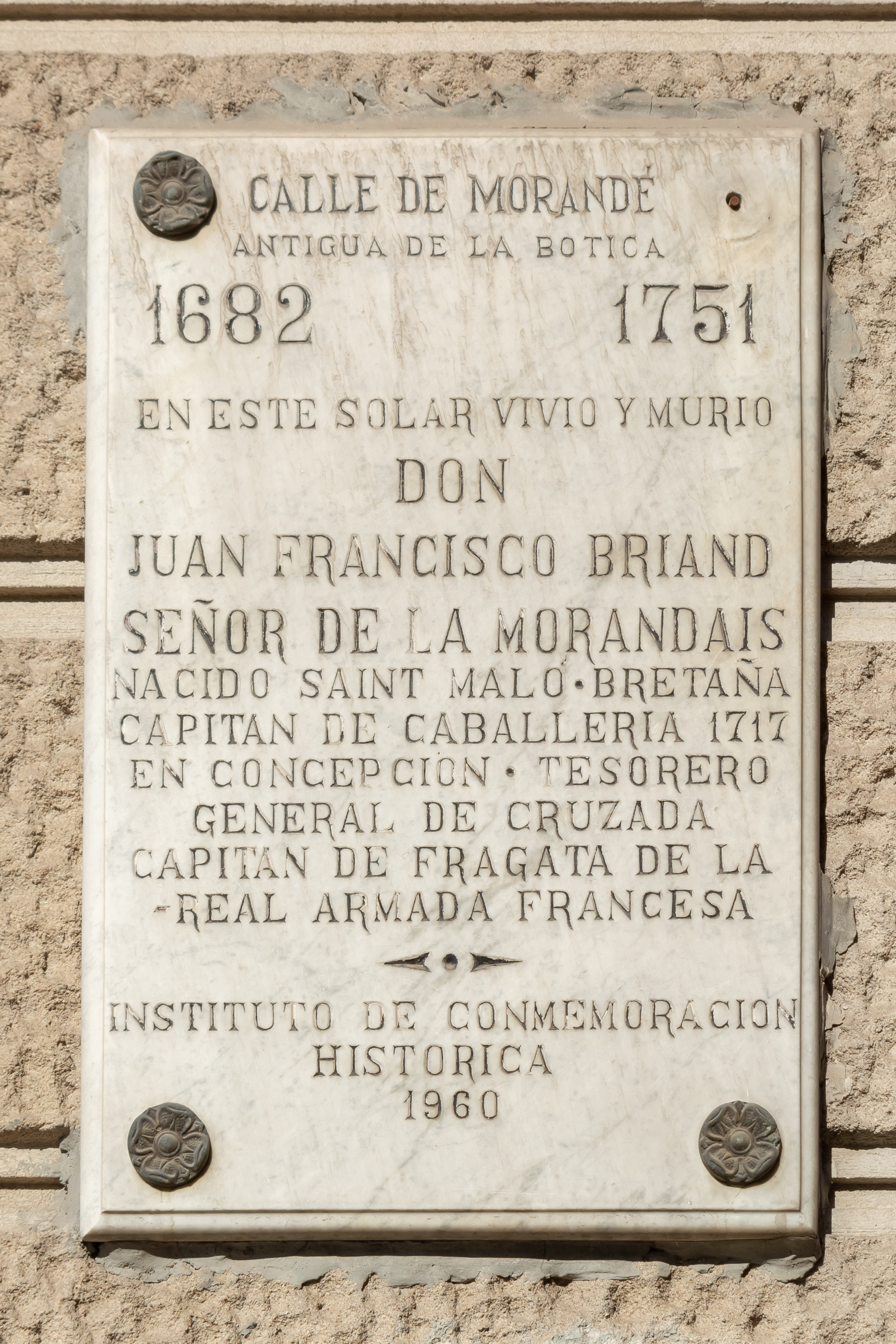
Placa ubicada en el edificio de la Intendencia de Santiago, donde antiguamente estaba ubicada la casa de Morigandais.

El nombre se debe al capitán de fragata de la Real Armada francesa Jean-François Briand de la Morigandais, nacido en Saint-Malo, Bretaña, quien fue Capitán de Caballería en Concepción (1717); tesorero de la Santa Cruzada.
En Santiago, Morigandais junto a su esposa Juanita Caxijal y Solar vivían en una casa al costado de la Plaza de Armas. Los ajusticiamientos en la horca a la mitad de la plaza, provocaron por años el horror de Juanita.
El francés decidió cambiar de hogar en 1720, instalándose en la esquina de la calle conocida entonces con el nombre de don Francisco Riberos (actual edificio de la Intendencia de Santiago), comenzándose a llamar en esos años con el nombre de “Calle de Morandé”, españolizado el apellido Morigandais por Morandé.
Durante un tiempo a esta calle se le conoció como “Calle de la Botica” por el establecimiento que tenían los Jesuitas. Luego de la expulsión de estos, la calle nuevamente fue denominada "Calle de Morandé".

## Edificios
En la actualidad la calle Morandé alberga importantes edificios históricos y entidades financieras del país. Entre otros:
- Casa matriz del Banco del Estado de Chile, edificio que alberga el Banco del Estado de Chile.
- Edificio del Ministerio de Obras Públicas
- El Palacio de La Moneda, sede del presidente de la República de Chile, tiene su ala este hacia la calle Morandé. En la fachada este del Palacio se encuentra la histórica puerta de Morandé 80.
- El Edificio de la Intendencia de Santiago.
- El Edificio del Seguro Obrero, sede principal del Ministerio de Justicia.
- El Banco Central de Chile, organismo autónomo y de rango constitucional que tiene por objeto velar por la estabilidad de la moneda y el normal funcionamiento de los pagos internos y externos en Chile.
- Sede chilena del Banco de la Nación Argentina.
- El Palacio de los Tribunales de Justicia de Santiago, sede de la Corte Suprema, la Corte de Apelaciones de Santiago y la Corte Marcial del Ejército, Fuerza Aérea y Carabineros.
- El Edificio del ex Congreso Nacional.
- Sede de la Academia Diplomática de Chile.